# ضغط الأرجل

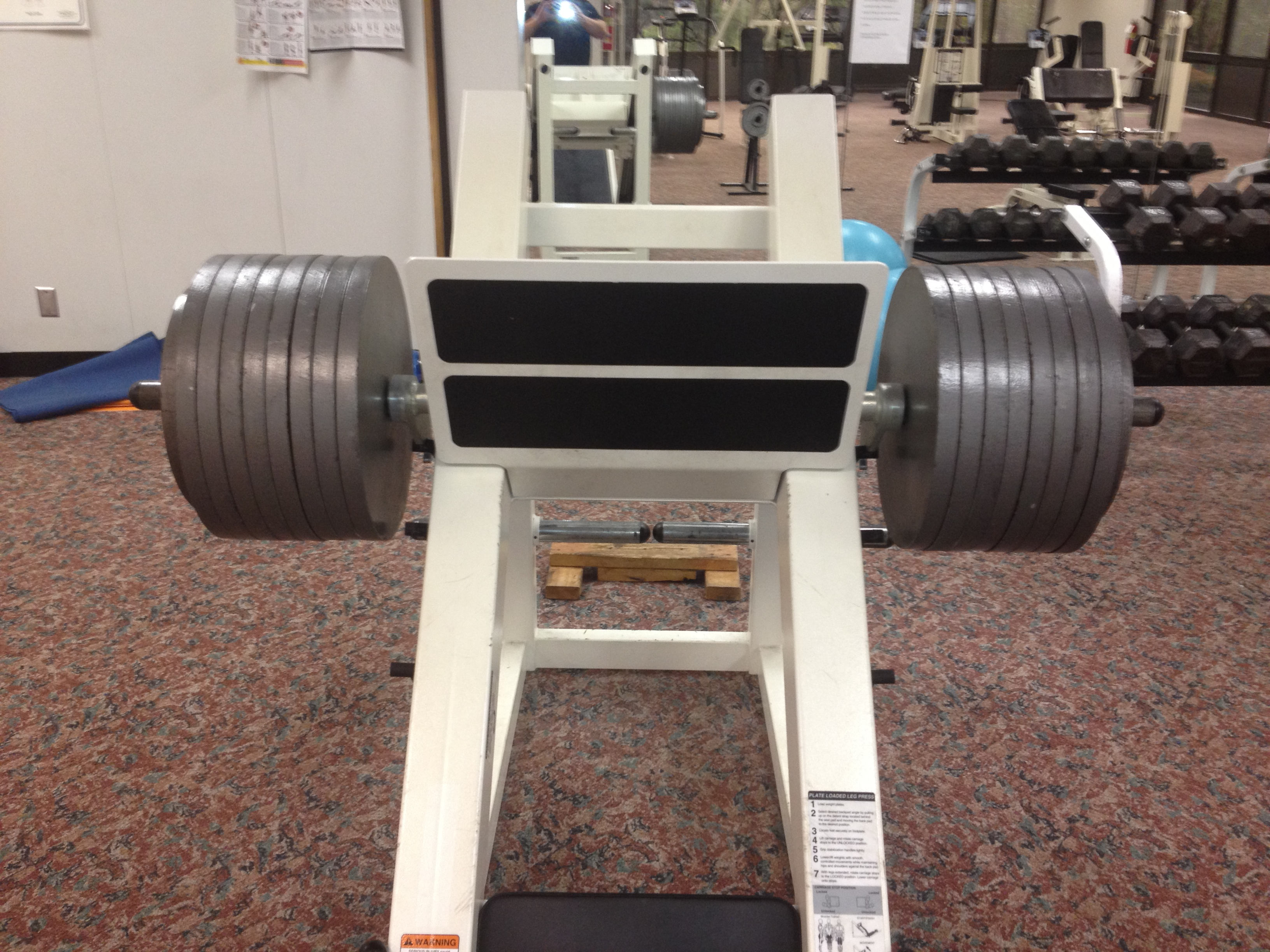
آلة ضغط الأرجل.

ضغط الأرجل هو تمرين يقوم الفرد من خلاله بدفع وزن بعيدا عنه باستخدام الأرجل ويشير مصطلح ضغط الأرجل إلى الجهاز المستخدم للقيام بهذا التمرين. ويمكن أن يستخدم ضعط الأرجل لتقييم قوة الجزء السفلي من جسم الرياضي الكلية (من مفصل الركبة والورك والكاحل جزئيا)
هناك نوعان رئيسيان من ضغط الأرجل:
- ضغط الأرجل بشكل مائل أو عمودي 'مزلقة' الأوزان الحديدية الموجودة على شكل أقراص تكون ملصقة بشكل مباشر بالمزلقة والتي تكون بدورها ملصقة بالقضبان.يجلس اللاعب أسفل المزلقة ويدفعها إلى الأعلى باستخدام القدمين.وتشتمل هذه الآلات عادة على أقواس السلامة القابلة للتعديل والتي تحول دون إعاقة اللاعب تحت الأوزان.
- ضغط الأرجل باستخدام الكابل أو ما يغرف ب "القدم الجالسة"، وعادة ما تتاوجد في قاعات الرياضة. يجلس اللاعب بشكل مستقيم ويدفع الثقل المثبت للأمام باستخدام القدمين باتجاه اللوح الذي يغلق به الوزن باستخدام كابل حديدي طويل.

## مجموعات العضلات
يحرك تمرين ضغط الأرجل العضلات التالية:
- عضلات الفخذ
- الأوتار (بشكل جزئي)
- عضلات المؤخرة
- عضلة الساق(بشكل جزئي)

اختلاف الزاوية الواقعة بين المزلجة والمسند وموقع القدمين على السطح يزيد الضغط على إحدى العضلات أو أكثر.هذا التمرين عبارة عن تمرين مركب أي أنه يؤدي إلى تحريك أكثر من مفصل في ذات الوقت.

## الأوزان المستخدمة في تمرين ضغط الأرجل
بما أن هذا التمرين يثبت الرافع ويؤدي إلى تحريك الأوزان باتجاه غير عمودي، يمكن للمدرب استخدام أوزان ثقيلة (بالمقارنة مع الأوزان المستخدمة في تمارين أخرى) لاعب كمال الاجسام روني كولمان يظهر في شريط فيديو يؤدي هذا التمرين مستخدما وزن 2300 باوند(1043 كيلوغرام) هذا الرقم مقارنة مع الرقم العالمي المسجل ب 1213 باوند (550.5 كيلوغرام) حسب Monster Muscle Online.
عادة مل تكون قيمة الوزن المستخدم للتمرين عالية بشكلل مصطنع. على سبيل المثال، المقدم التلفزيوني بات روبرتسون يدعي أنه استخدم وزن 2,000 باوند(حوالي 900 كيلوغراما)، وفي وقت لاحق كما ادعى ان طبيبه كان قادرا على دفع 3,500 رطل (1588 كلغ). وفي مقالة نشرت على AskMen.com تقول بأنه من غير المألوف بالنسبة للرجال دفع وزن أكثر من 500 ياوند، إلا أن بعض الرجال تجاوزوا ال1000 باوند باستخدامحركة محدوة المدى وزيرة الخارجية الأمريكية السابقة مادلين أولبرايت تقول انها قادرة على دفع وزنا يتجاوز ال 400 باوند.
ومع ذلك، فإن تمرين ضغط القدمين يتطلب حركة كاملة المدى.عادة الشخص لا يستطيع أن يدفع أكثر من ضعف وزنه على معيار التكرار-1 ،المدى الكامل لضغط الساق عند المحاولة باستخدام قوة محدودة، على سبيل المثال، إذا كان قادر على دفع 500 باوند بالقوة الكاملة فلا يمكنه القيام بدفع ما يزيد عن 1,000 باوند لتدريب محدود المدى

## الروابط الخارجية
استرتشات للرجل
BodybuildingPro
- AskMen.com AskMen.com : ضفط الأرجل بأوزان تزيد عة 3000 باوند.
- http://youtube.com/watch?v=uSNvEpH2L1o&mode=related&search= Video of 2300 pounds leg press
- ممارسة تمرين ضغط الأرجل